# 人口惯性
人口慣性（英語：population momentum）指在一个封闭人群中，如果人口在以前持续增长，即使生育率降到更替水平或更低，在最终达到人口均衡之前，人口规模仍然会保持一段时期的增长趋势；而如果人口在以前持续减少，那么，即使将其生育率提升到更替水平或更高，在最终达到人口均衡之前，其人口规模仍然会保持一段时期的缩减趋势。这种趋势称为人口惯性，前者称为人口正增长惯性，后者称为人口负增长惯性。

## 影响
一个持续快速增长的人口，即使生育水平开始下降甚至扩大再生产改变为缩减的人口再生产状态，长期的出生率高于死亡率的状况也并不会立即得以改变。